# Хорошеборка
Хорошеборка — село в Топкинском районе Кемеровской области. Входит в состав Хорошеборского сельского поселения.

## География
Центральная часть населённого пункта расположена на высоте 147 м над уровнем моря.

## Население
| 2010 |
| ---- |
| 160  |

### Половой состав
По данным Всероссийской переписи населения 2010 года, в селе Хорошеборка проживало 160 человек (76 мужчин, 84 женщины).